# لودويغ هيرشفيلد ماك
لودويغ هيرشفيلد ماك (بالإنجليزية: Ludwig Hirschfeld Mack)‏ هو مصمم مطبوعات ورسام وأستاذ جامعي أسترالي، ولد في 11 يوليو 1893 في فرانكفورت في ألمانيا، وتوفي في 7 يناير 1965 في سيدني في أستراليا.